# Salt de Llòbrega
El Salt de Llòbrega, o Salt de Vallderrós, és un salt d'aigua del terme municipal de Bigues i Riells, dins del territori del poble de Riells del Fai, al Vallès Oriental. Tanmateix, la part superior del salt és dins del terme de Sant Quirze Safaja, al Moianès.
Està situat a l'extrem nord del terme, a la part central. Queda al fons de tot de la vall del torrent de Llòbrega, enlairat respecte de la major part de la vall d'aquest torrent, al nord del Turó de les Onze Hores i a llevant del Turó de l'Ullar. El forma el torrent del Traver en saltar la cinglera superior dels Cingles de Bertí, i en atènyer el fons de la vall forma el Gorg de les Donzelles.
Una llegenda popular relaciona el gorg i el salt d'aigua amb la presència de dames d'aigua, personatge de l'imaginari popular català que poden ser benèfiques o malèfiques, segons com se les tracti.